# ジョルジオ・ブッシャー

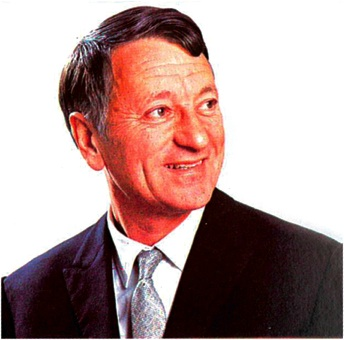
ジョルジオ・ブッシャー（1980年）

ジョルジオ・ブッシャー（仏: Georges Beuchat、1910年 - 1992年）は、フランスの海洋学者。水中アクティビティに関連する発明家で、ブッシャー・インターナショナルの創業者でもある。

## 経歴
- 1910年 スイスの時計職人の子としてスイスに生誕
- 1934年 ブッシャー・インターナショナル社を設立
- 1948年 フランス水中連盟を共同で設立
- 1961年 エクスポーテーション・アワード（輸出賞）を受賞
- 1964年 初の通気口付きフィン『Jetfins』を発明
- 1992年 フランス・マルセイユで死去